# Metatrichoniscoides fouresi
Metatrichoniscoides fouresi är en kräftdjursart som beskrevs av Albert Vandel1950. Metatrichoniscoides fouresi ingår i släktet Metatrichoniscoides och familjen Trichoniscidae.

## Underarter
Arten delas in i följande underarter:
- M. f. euskariensis
- M. f. fouresi